# Бонаккорси, Лоренца
Лоренца Бонаккорси (итал. Lorenza Bonaccorsi; род. 20 июля 1968, Рим) — итальянский политик, член Палаты депутатов (2013—2018).

## Биография
Родилась 20 июля 1968 года в Риме. Изучала историю экономики в Миланском университете.
С 2006 по 2008 год она возглавляла секретариат министра связи Паоло Джентилони, а затем была назначена на пост главы отдела институциональных связей и взаимодействия с Европейским союзом в регионе Лацио.
В 2013 году Бонаккорси была избрана в Палату депутатов от Лацио, где стала членом комиссии по делам транспорта и телекоммуникаций. В 2014 году она вошла в комиссию, отвечающую за национальное телевидение.
23 июня 2014 года Демократическая партия избрала Бонаккорси президентом партии в регионе Лацио. 16 сентября 2014 года она вошла в национальный секретариат партии, возглавляемый Маттео Ренци.